# Skeleton-Anschubweltmeisterschaft 2007
Die Skeleton-Anschubweltmeisterschaft 2007 am 8. September wurde im kroatischen Split durchgeführt. Am Start waren neun Männer und drei Frauen aus sieben Nationen. Die Teilnehmer gehörten vor allem zu den weniger bedeutenden Skeleton-Nationen.

## Männer
| Platz | Sportler             |
| ----- | -------------------- |
| 1     | Marko Vincic         |
| 2     | Ander Mirambell      |
| 3     | Ben Sandford         |
| 4     | Grégory Saint-Géniès |
| 5     | Dorin Velicu         |
| 6     | Gabriel Candrea      |
| 7     | Nicola Nimac         |
| 8     | Miroslaw Danow       |
| 9     | Rick Dokter          |

Datum: 8. September 2007. Am Start waren insgesamt neun Teilnehmer.

## Frauen
| Platz | Sportler           |
| ----- | ------------------ |
| 1     | Joska Le Conté     |
| 2     | Andreea Mitachescu |
| 3     | Oana Diaconu       |

Datum: 8. September 2007. Am Start waren insgesamt drei Teilnehmerinnen.